# Sosnowce
Sosnowce (Pinales Dumort.) – rząd roślin  nagonasiennych. Sposób jego definiowania jest bardzo różny w zależności od autora systemu klasyfikacyjnego, przy czym największe problemy sprawiło odkrycie prawdopodobnego bliskiego pokrewieństwa rodziny sosnowatych (Pinaceae) z gniotowymi (Gnetopsida). W najnowszych ujęciach takson bywa w efekcie traktowany jako monofiletyczny, z jedną tylko rodziną – sosnowatych. W innych, zwłaszcza dawniejszych ujęciach, obejmował albo wszystkie współcześnie żyjące rośliny szpilkowe (iglaste), albo z wyłączeniem cisowców (Taxales). 

## Systematyka
W tradycyjnym ujęciu utożsamiającym rząd ze wszystkimi iglastymi wyróżnia się w nim współcześnie zwykle 7 rodzin, liczących łącznie 65–70 rodzajów i 600-630 gatunków. Spośród roślin iglastych klad bazalny tworzy rodzina sosnowatych (Pinaceae), podczas gdy wyodrębniana w niektórych ujęciach rodzina cisowatych (Taxaceae) zagnieżdżona jest w obrębie rzędu, tworząc grupę siostrzaną wobec cyprysowatych (Cupressaceae). Wyodrębniana czasem rodzina głowocisowatych (Cephalotaxaceae) włączana jest do cisowatych (Taxaceae). Wyróżniana w przeszłości rodzina Taxodiaceae jest włączona do rodziny Cupressaceae, chociaż można ją jeszcze spotkać w niektórych opracowaniach. 
Od początku XXI wieku przedmiotem żywej dyskusji nad systematyką sosnowców stała się grupa gniotowych, w przypadku której w wyniku analiz filogenetycznych opartych głównie na badaniach molekularnych okazało się, że prawdopodobnie wyewoluowała z iglastych, mając przy tym najbliższych wspólnych przodków z rodziną sosnowatych (Pinaceae). Uwzględnienie gniotowych w klasyfikacji iglastych skutkuje rozbiciem tradycyjnego ujęcia sosnowców i podniesieniem linii rozwojowej prowadzącej do sosnowatych do rangi klasy Pinopsida, a pozostałych iglastych do klasy Cupressopsida. Gniotowe w takim ujęciu stanowią klasę Gnetopsida siostrzaną dla Pinopsida. 
Synonimy
Abietales Koehne, Actinostrobales Doweld, Araucariales Gorozh., Athrotaxidales Dowled, Cephalotaxales Reveal, Cunninghamiales Doweld, Cupressales Bromhead, Falcatifoliales Melikian & Bobrov, Metaxyales Doweld, Microstrobales Doweld & Reveal, Parasitaxales Melikian & Bobrov, Podocarpales Reveal, Saxegotheales Doweld & Reveal, Sciadopityales Reveal, Taxales Knobloch, Taxodiales Heintze - Araucariidae Doweld, Cupressidae Doweld, Pinidae Cronquist, Takhtajan, & Zimmermann, Podocarpidae Doweld & Reveal, Taxidae Reveal - Araucariopsida A. V. C. F. Bobrov & Melikian, Pinopsida Burnett, Podocarpopsida Doweld & Reveal, Taxopsida Lotsy - Pinophytina Reveal.
Podział według APweb
Kladogram przedstawiający powiązania filogenetyczne, bez uwzględnienia gniotowych:
|  | araukariowate (Araucariaceae)                                                       |
|  |                                                                                     |
|  | \| \| Phyllocladaceae \| \| \| \| \| \| zastrzalinowate (Podocarpaceae) \| \| \| \| |
|  |                                                                                     |
|  | Phyllocladaceae                                                                     |
|  |                                                                                     |
|  | zastrzalinowate (Podocarpaceae)                                                     |
|  |                                                                                     |

|  | Phyllocladaceae                 |
|  |                                 |
|  | zastrzalinowate (Podocarpaceae) |
|  |                                 |

|  | sośnicowate (Sciadopityaceae)                                                      |
|  |                                                                                    |
|  | \| \| cyprysowate (Cupressaceae) \| \| \| \| \| \| cisowate (Taxaceae) \| \| \| \| |
|  |                                                                                    |
|  | cyprysowate (Cupressaceae)                                                         |
|  |                                                                                    |
|  | cisowate (Taxaceae)                                                                |
|  |                                                                                    |

|  | cyprysowate (Cupressaceae) |
|  |                            |
|  | cisowate (Taxaceae)        |
|  |                            |

|  | araukariowate (Araucariaceae)                                                       |
|  |                                                                                     |
|  | \| \| Phyllocladaceae \| \| \| \| \| \| zastrzalinowate (Podocarpaceae) \| \| \| \| |
|  |                                                                                     |
|  | Phyllocladaceae                                                                     |
|  |                                                                                     |
|  | zastrzalinowate (Podocarpaceae)                                                     |
|  |                                                                                     |

|  | Phyllocladaceae                 |
|  |                                 |
|  | zastrzalinowate (Podocarpaceae) |
|  |                                 |

|  | sośnicowate (Sciadopityaceae)                                                      |
|  |                                                                                    |
|  | \| \| cyprysowate (Cupressaceae) \| \| \| \| \| \| cisowate (Taxaceae) \| \| \| \| |
|  |                                                                                    |
|  | cyprysowate (Cupressaceae)                                                         |
|  |                                                                                    |
|  | cisowate (Taxaceae)                                                                |
|  |                                                                                    |

|  | cyprysowate (Cupressaceae) |
|  |                            |
|  | cisowate (Taxaceae)        |
|  |                            |

|  | araukariowate (Araucariaceae)                                                       |
|  |                                                                                     |
|  | \| \| Phyllocladaceae \| \| \| \| \| \| zastrzalinowate (Podocarpaceae) \| \| \| \| |
|  |                                                                                     |
|  | Phyllocladaceae                                                                     |
|  |                                                                                     |
|  | zastrzalinowate (Podocarpaceae)                                                     |
|  |                                                                                     |

|  | Phyllocladaceae                 |
|  |                                 |
|  | zastrzalinowate (Podocarpaceae) |
|  |                                 |

|  | sośnicowate (Sciadopityaceae)                                                      |
|  |                                                                                    |
|  | \| \| cyprysowate (Cupressaceae) \| \| \| \| \| \| cisowate (Taxaceae) \| \| \| \| |
|  |                                                                                    |
|  | cyprysowate (Cupressaceae)                                                         |
|  |                                                                                    |
|  | cisowate (Taxaceae)                                                                |
|  |                                                                                    |

|  | cyprysowate (Cupressaceae) |
|  |                            |
|  | cisowate (Taxaceae)        |
|  |                            |

|  | araukariowate (Araucariaceae)                                                       |
|  |                                                                                     |
|  | \| \| Phyllocladaceae \| \| \| \| \| \| zastrzalinowate (Podocarpaceae) \| \| \| \| |
|  |                                                                                     |
|  | Phyllocladaceae                                                                     |
|  |                                                                                     |
|  | zastrzalinowate (Podocarpaceae)                                                     |
|  |                                                                                     |

|  | Phyllocladaceae                 |
|  |                                 |
|  | zastrzalinowate (Podocarpaceae) |
|  |                                 |

|  | sośnicowate (Sciadopityaceae)                                                      |
|  |                                                                                    |
|  | \| \| cyprysowate (Cupressaceae) \| \| \| \| \| \| cisowate (Taxaceae) \| \| \| \| |
|  |                                                                                    |
|  | cyprysowate (Cupressaceae)                                                         |
|  |                                                                                    |
|  | cisowate (Taxaceae)                                                                |
|  |                                                                                    |

|  | cyprysowate (Cupressaceae) |
|  |                            |
|  | cisowate (Taxaceae)        |
|  |                            |

|  | araukariowate (Araucariaceae)                                                       |
|  |                                                                                     |
|  | \| \| Phyllocladaceae \| \| \| \| \| \| zastrzalinowate (Podocarpaceae) \| \| \| \| |
|  |                                                                                     |
|  | Phyllocladaceae                                                                     |
|  |                                                                                     |
|  | zastrzalinowate (Podocarpaceae)                                                     |
|  |                                                                                     |

|  | Phyllocladaceae                 |
|  |                                 |
|  | zastrzalinowate (Podocarpaceae) |
|  |                                 |

|  | sośnicowate (Sciadopityaceae)                                                      |
|  |                                                                                    |
|  | \| \| cyprysowate (Cupressaceae) \| \| \| \| \| \| cisowate (Taxaceae) \| \| \| \| |
|  |                                                                                    |
|  | cyprysowate (Cupressaceae)                                                         |
|  |                                                                                    |
|  | cisowate (Taxaceae)                                                                |
|  |                                                                                    |

|  | cyprysowate (Cupressaceae) |
|  |                            |
|  | cisowate (Taxaceae)        |
|  |                            |

|  | araukariowate (Araucariaceae)                                                       |
|  |                                                                                     |
|  | \| \| Phyllocladaceae \| \| \| \| \| \| zastrzalinowate (Podocarpaceae) \| \| \| \| |
|  |                                                                                     |
|  | Phyllocladaceae                                                                     |
|  |                                                                                     |
|  | zastrzalinowate (Podocarpaceae)                                                     |
|  |                                                                                     |

|  | Phyllocladaceae                 |
|  |                                 |
|  | zastrzalinowate (Podocarpaceae) |
|  |                                 |

|  | sośnicowate (Sciadopityaceae)                                                      |
|  |                                                                                    |
|  | \| \| cyprysowate (Cupressaceae) \| \| \| \| \| \| cisowate (Taxaceae) \| \| \| \| |
|  |                                                                                    |
|  | cyprysowate (Cupressaceae)                                                         |
|  |                                                                                    |
|  | cisowate (Taxaceae)                                                                |
|  |                                                                                    |

|  | cyprysowate (Cupressaceae) |
|  |                            |
|  | cisowate (Taxaceae)        |
|  |                            |

|  | araukariowate (Araucariaceae)                                                       |
|  |                                                                                     |
|  | \| \| Phyllocladaceae \| \| \| \| \| \| zastrzalinowate (Podocarpaceae) \| \| \| \| |
|  |                                                                                     |
|  | Phyllocladaceae                                                                     |
|  |                                                                                     |
|  | zastrzalinowate (Podocarpaceae)                                                     |
|  |                                                                                     |

|  | Phyllocladaceae                 |
|  |                                 |
|  | zastrzalinowate (Podocarpaceae) |
|  |                                 |

|  | sośnicowate (Sciadopityaceae)                                                      |
|  |                                                                                    |
|  | \| \| cyprysowate (Cupressaceae) \| \| \| \| \| \| cisowate (Taxaceae) \| \| \| \| |
|  |                                                                                    |
|  | cyprysowate (Cupressaceae)                                                         |
|  |                                                                                    |
|  | cisowate (Taxaceae)                                                                |
|  |                                                                                    |

|  | cyprysowate (Cupressaceae) |
|  |                            |
|  | cisowate (Taxaceae)        |
|  |                            |

|  | araukariowate (Araucariaceae)                                                       |
|  |                                                                                     |
|  | \| \| Phyllocladaceae \| \| \| \| \| \| zastrzalinowate (Podocarpaceae) \| \| \| \| |
|  |                                                                                     |
|  | Phyllocladaceae                                                                     |
|  |                                                                                     |
|  | zastrzalinowate (Podocarpaceae)                                                     |
|  |                                                                                     |

|  | Phyllocladaceae                 |
|  |                                 |
|  | zastrzalinowate (Podocarpaceae) |
|  |                                 |

|  | sośnicowate (Sciadopityaceae)                                                      |
|  |                                                                                    |
|  | \| \| cyprysowate (Cupressaceae) \| \| \| \| \| \| cisowate (Taxaceae) \| \| \| \| |
|  |                                                                                    |
|  | cyprysowate (Cupressaceae)                                                         |
|  |                                                                                    |
|  | cisowate (Taxaceae)                                                                |
|  |                                                                                    |

|  | cyprysowate (Cupressaceae) |
|  |                            |
|  | cisowate (Taxaceae)        |
|  |                            |

|  | araukariowate (Araucariaceae)                                                       |
|  |                                                                                     |
|  | \| \| Phyllocladaceae \| \| \| \| \| \| zastrzalinowate (Podocarpaceae) \| \| \| \| |
|  |                                                                                     |
|  | Phyllocladaceae                                                                     |
|  |                                                                                     |
|  | zastrzalinowate (Podocarpaceae)                                                     |
|  |                                                                                     |

|  | Phyllocladaceae                 |
|  |                                 |
|  | zastrzalinowate (Podocarpaceae) |
|  |                                 |

|  | sośnicowate (Sciadopityaceae)                                                      |
|  |                                                                                    |
|  | \| \| cyprysowate (Cupressaceae) \| \| \| \| \| \| cisowate (Taxaceae) \| \| \| \| |
|  |                                                                                    |
|  | cyprysowate (Cupressaceae)                                                         |
|  |                                                                                    |
|  | cisowate (Taxaceae)                                                                |
|  |                                                                                    |

|  | cyprysowate (Cupressaceae) |
|  |                            |
|  | cisowate (Taxaceae)        |
|  |                            |

|  | araukariowate (Araucariaceae)                                                       |
|  |                                                                                     |
|  | \| \| Phyllocladaceae \| \| \| \| \| \| zastrzalinowate (Podocarpaceae) \| \| \| \| |
|  |                                                                                     |
|  | Phyllocladaceae                                                                     |
|  |                                                                                     |
|  | zastrzalinowate (Podocarpaceae)                                                     |
|  |                                                                                     |

|  | Phyllocladaceae                 |
|  |                                 |
|  | zastrzalinowate (Podocarpaceae) |
|  |                                 |

|  | sośnicowate (Sciadopityaceae)                                                      |
|  |                                                                                    |
|  | \| \| cyprysowate (Cupressaceae) \| \| \| \| \| \| cisowate (Taxaceae) \| \| \| \| |
|  |                                                                                    |
|  | cyprysowate (Cupressaceae)                                                         |
|  |                                                                                    |
|  | cisowate (Taxaceae)                                                                |
|  |                                                                                    |

|  | cyprysowate (Cupressaceae) |
|  |                            |
|  | cisowate (Taxaceae)        |
|  |                            |

|  | araukariowate (Araucariaceae)                                                       |
|  |                                                                                     |
|  | \| \| Phyllocladaceae \| \| \| \| \| \| zastrzalinowate (Podocarpaceae) \| \| \| \| |
|  |                                                                                     |
|  | Phyllocladaceae                                                                     |
|  |                                                                                     |
|  | zastrzalinowate (Podocarpaceae)                                                     |
|  |                                                                                     |

|  | Phyllocladaceae                 |
|  |                                 |
|  | zastrzalinowate (Podocarpaceae) |
|  |                                 |

|  | sośnicowate (Sciadopityaceae)                                                      |
|  |                                                                                    |
|  | \| \| cyprysowate (Cupressaceae) \| \| \| \| \| \| cisowate (Taxaceae) \| \| \| \| |
|  |                                                                                    |
|  | cyprysowate (Cupressaceae)                                                         |
|  |                                                                                    |
|  | cisowate (Taxaceae)                                                                |
|  |                                                                                    |

|  | cyprysowate (Cupressaceae) |
|  |                            |
|  | cisowate (Taxaceae)        |
|  |                            |

|  | araukariowate (Araucariaceae)                                                       |
|  |                                                                                     |
|  | \| \| Phyllocladaceae \| \| \| \| \| \| zastrzalinowate (Podocarpaceae) \| \| \| \| |
|  |                                                                                     |
|  | Phyllocladaceae                                                                     |
|  |                                                                                     |
|  | zastrzalinowate (Podocarpaceae)                                                     |
|  |                                                                                     |

|  | Phyllocladaceae                 |
|  |                                 |
|  | zastrzalinowate (Podocarpaceae) |
|  |                                 |

|  | sośnicowate (Sciadopityaceae)                                                      |
|  |                                                                                    |
|  | \| \| cyprysowate (Cupressaceae) \| \| \| \| \| \| cisowate (Taxaceae) \| \| \| \| |
|  |                                                                                    |
|  | cyprysowate (Cupressaceae)                                                         |
|  |                                                                                    |
|  | cisowate (Taxaceae)                                                                |
|  |                                                                                    |

|  | cyprysowate (Cupressaceae) |
|  |                            |
|  | cisowate (Taxaceae)        |
|  |                            |

|  | araukariowate (Araucariaceae)                                                       |
|  |                                                                                     |
|  | \| \| Phyllocladaceae \| \| \| \| \| \| zastrzalinowate (Podocarpaceae) \| \| \| \| |
|  |                                                                                     |
|  | Phyllocladaceae                                                                     |
|  |                                                                                     |
|  | zastrzalinowate (Podocarpaceae)                                                     |
|  |                                                                                     |

|  | Phyllocladaceae                 |
|  |                                 |
|  | zastrzalinowate (Podocarpaceae) |
|  |                                 |

|  | sośnicowate (Sciadopityaceae)                                                      |
|  |                                                                                    |
|  | \| \| cyprysowate (Cupressaceae) \| \| \| \| \| \| cisowate (Taxaceae) \| \| \| \| |
|  |                                                                                    |
|  | cyprysowate (Cupressaceae)                                                         |
|  |                                                                                    |
|  | cisowate (Taxaceae)                                                                |
|  |                                                                                    |

|  | cyprysowate (Cupressaceae) |
|  |                            |
|  | cisowate (Taxaceae)        |
|  |                            |

|  | araukariowate (Araucariaceae)                                                       |
|  |                                                                                     |
|  | \| \| Phyllocladaceae \| \| \| \| \| \| zastrzalinowate (Podocarpaceae) \| \| \| \| |
|  |                                                                                     |
|  | Phyllocladaceae                                                                     |
|  |                                                                                     |
|  | zastrzalinowate (Podocarpaceae)                                                     |
|  |                                                                                     |

|  | Phyllocladaceae                 |
|  |                                 |
|  | zastrzalinowate (Podocarpaceae) |
|  |                                 |

|  | sośnicowate (Sciadopityaceae)                                                      |
|  |                                                                                    |
|  | \| \| cyprysowate (Cupressaceae) \| \| \| \| \| \| cisowate (Taxaceae) \| \| \| \| |
|  |                                                                                    |
|  | cyprysowate (Cupressaceae)                                                         |
|  |                                                                                    |
|  | cisowate (Taxaceae)                                                                |
|  |                                                                                    |

|  | cyprysowate (Cupressaceae) |
|  |                            |
|  | cisowate (Taxaceae)        |
|  |                            |

|  | araukariowate (Araucariaceae)                                                       |
|  |                                                                                     |
|  | \| \| Phyllocladaceae \| \| \| \| \| \| zastrzalinowate (Podocarpaceae) \| \| \| \| |
|  |                                                                                     |
|  | Phyllocladaceae                                                                     |
|  |                                                                                     |
|  | zastrzalinowate (Podocarpaceae)                                                     |
|  |                                                                                     |

|  | Phyllocladaceae                 |
|  |                                 |
|  | zastrzalinowate (Podocarpaceae) |
|  |                                 |

|  | sośnicowate (Sciadopityaceae)                                                      |
|  |                                                                                    |
|  | \| \| cyprysowate (Cupressaceae) \| \| \| \| \| \| cisowate (Taxaceae) \| \| \| \| |
|  |                                                                                    |
|  | cyprysowate (Cupressaceae)                                                         |
|  |                                                                                    |
|  | cisowate (Taxaceae)                                                                |
|  |                                                                                    |

|  | cyprysowate (Cupressaceae) |
|  |                            |
|  | cisowate (Taxaceae)        |
|  |                            |

|  | araukariowate (Araucariaceae)                                                       |
|  |                                                                                     |
|  | \| \| Phyllocladaceae \| \| \| \| \| \| zastrzalinowate (Podocarpaceae) \| \| \| \| |
|  |                                                                                     |
|  | Phyllocladaceae                                                                     |
|  |                                                                                     |
|  | zastrzalinowate (Podocarpaceae)                                                     |
|  |                                                                                     |

|  | Phyllocladaceae                 |
|  |                                 |
|  | zastrzalinowate (Podocarpaceae) |
|  |                                 |

|  | sośnicowate (Sciadopityaceae)                                                      |
|  |                                                                                    |
|  | \| \| cyprysowate (Cupressaceae) \| \| \| \| \| \| cisowate (Taxaceae) \| \| \| \| |
|  |                                                                                    |
|  | cyprysowate (Cupressaceae)                                                         |
|  |                                                                                    |
|  | cisowate (Taxaceae)                                                                |
|  |                                                                                    |

|  | cyprysowate (Cupressaceae) |
|  |                            |
|  | cisowate (Taxaceae)        |
|  |                            |

|  | araukariowate (Araucariaceae)                                                       |
|  |                                                                                     |
|  | \| \| Phyllocladaceae \| \| \| \| \| \| zastrzalinowate (Podocarpaceae) \| \| \| \| |
|  |                                                                                     |
|  | Phyllocladaceae                                                                     |
|  |                                                                                     |
|  | zastrzalinowate (Podocarpaceae)                                                     |
|  |                                                                                     |

|  | Phyllocladaceae                 |
|  |                                 |
|  | zastrzalinowate (Podocarpaceae) |
|  |                                 |

|  | sośnicowate (Sciadopityaceae)                                                      |
|  |                                                                                    |
|  | \| \| cyprysowate (Cupressaceae) \| \| \| \| \| \| cisowate (Taxaceae) \| \| \| \| |
|  |                                                                                    |
|  | cyprysowate (Cupressaceae)                                                         |
|  |                                                                                    |
|  | cisowate (Taxaceae)                                                                |
|  |                                                                                    |

|  | cyprysowate (Cupressaceae) |
|  |                            |
|  | cisowate (Taxaceae)        |
|  |                            |

|  | araukariowate (Araucariaceae)                                                       |
|  |                                                                                     |
|  | \| \| Phyllocladaceae \| \| \| \| \| \| zastrzalinowate (Podocarpaceae) \| \| \| \| |
|  |                                                                                     |
|  | Phyllocladaceae                                                                     |
|  |                                                                                     |
|  | zastrzalinowate (Podocarpaceae)                                                     |
|  |                                                                                     |

|  | Phyllocladaceae                 |
|  |                                 |
|  | zastrzalinowate (Podocarpaceae) |
|  |                                 |

|  | sośnicowate (Sciadopityaceae)                                                      |
|  |                                                                                    |
|  | \| \| cyprysowate (Cupressaceae) \| \| \| \| \| \| cisowate (Taxaceae) \| \| \| \| |
|  |                                                                                    |
|  | cyprysowate (Cupressaceae)                                                         |
|  |                                                                                    |
|  | cisowate (Taxaceae)                                                                |
|  |                                                                                    |

|  | cyprysowate (Cupressaceae) |
|  |                            |
|  | cisowate (Taxaceae)        |
|  |                            |

|  | araukariowate (Araucariaceae)                                                       |
|  |                                                                                     |
|  | \| \| Phyllocladaceae \| \| \| \| \| \| zastrzalinowate (Podocarpaceae) \| \| \| \| |
|  |                                                                                     |
|  | Phyllocladaceae                                                                     |
|  |                                                                                     |
|  | zastrzalinowate (Podocarpaceae)                                                     |
|  |                                                                                     |

|  | Phyllocladaceae                 |
|  |                                 |
|  | zastrzalinowate (Podocarpaceae) |
|  |                                 |

|  | sośnicowate (Sciadopityaceae)                                                      |
|  |                                                                                    |
|  | \| \| cyprysowate (Cupressaceae) \| \| \| \| \| \| cisowate (Taxaceae) \| \| \| \| |
|  |                                                                                    |
|  | cyprysowate (Cupressaceae)                                                         |
|  |                                                                                    |
|  | cisowate (Taxaceae)                                                                |
|  |                                                                                    |

|  | cyprysowate (Cupressaceae) |
|  |                            |
|  | cisowate (Taxaceae)        |
|  |                            |

|  | araukariowate (Araucariaceae)                                                       |
|  |                                                                                     |
|  | \| \| Phyllocladaceae \| \| \| \| \| \| zastrzalinowate (Podocarpaceae) \| \| \| \| |
|  |                                                                                     |
|  | Phyllocladaceae                                                                     |
|  |                                                                                     |
|  | zastrzalinowate (Podocarpaceae)                                                     |
|  |                                                                                     |

|  | Phyllocladaceae                 |
|  |                                 |
|  | zastrzalinowate (Podocarpaceae) |
|  |                                 |

|  | sośnicowate (Sciadopityaceae)                                                      |
|  |                                                                                    |
|  | \| \| cyprysowate (Cupressaceae) \| \| \| \| \| \| cisowate (Taxaceae) \| \| \| \| |
|  |                                                                                    |
|  | cyprysowate (Cupressaceae)                                                         |
|  |                                                                                    |
|  | cisowate (Taxaceae)                                                                |
|  |                                                                                    |

|  | cyprysowate (Cupressaceae) |
|  |                            |
|  | cisowate (Taxaceae)        |
|  |                            |

|  | araukariowate (Araucariaceae)                                                       |
|  |                                                                                     |
|  | \| \| Phyllocladaceae \| \| \| \| \| \| zastrzalinowate (Podocarpaceae) \| \| \| \| |
|  |                                                                                     |
|  | Phyllocladaceae                                                                     |
|  |                                                                                     |
|  | zastrzalinowate (Podocarpaceae)                                                     |
|  |                                                                                     |

|  | Phyllocladaceae                 |
|  |                                 |
|  | zastrzalinowate (Podocarpaceae) |
|  |                                 |

|  | sośnicowate (Sciadopityaceae)                                                      |
|  |                                                                                    |
|  | \| \| cyprysowate (Cupressaceae) \| \| \| \| \| \| cisowate (Taxaceae) \| \| \| \| |
|  |                                                                                    |
|  | cyprysowate (Cupressaceae)                                                         |
|  |                                                                                    |
|  | cisowate (Taxaceae)                                                                |
|  |                                                                                    |

|  | cyprysowate (Cupressaceae) |
|  |                            |
|  | cisowate (Taxaceae)        |
|  |                            |

|  | araukariowate (Araucariaceae)                                                       |
|  |                                                                                     |
|  | \| \| Phyllocladaceae \| \| \| \| \| \| zastrzalinowate (Podocarpaceae) \| \| \| \| |
|  |                                                                                     |
|  | Phyllocladaceae                                                                     |
|  |                                                                                     |
|  | zastrzalinowate (Podocarpaceae)                                                     |
|  |                                                                                     |

|  | Phyllocladaceae                 |
|  |                                 |
|  | zastrzalinowate (Podocarpaceae) |
|  |                                 |

|  | sośnicowate (Sciadopityaceae)                                                      |
|  |                                                                                    |
|  | \| \| cyprysowate (Cupressaceae) \| \| \| \| \| \| cisowate (Taxaceae) \| \| \| \| |
|  |                                                                                    |
|  | cyprysowate (Cupressaceae)                                                         |
|  |                                                                                    |
|  | cisowate (Taxaceae)                                                                |
|  |                                                                                    |

|  | cyprysowate (Cupressaceae) |
|  |                            |
|  | cisowate (Taxaceae)        |
|  |                            |

|  | araukariowate (Araucariaceae)                                                       |
|  |                                                                                     |
|  | \| \| Phyllocladaceae \| \| \| \| \| \| zastrzalinowate (Podocarpaceae) \| \| \| \| |
|  |                                                                                     |
|  | Phyllocladaceae                                                                     |
|  |                                                                                     |
|  | zastrzalinowate (Podocarpaceae)                                                     |
|  |                                                                                     |

|  | Phyllocladaceae                 |
|  |                                 |
|  | zastrzalinowate (Podocarpaceae) |
|  |                                 |

|  | sośnicowate (Sciadopityaceae)                                                      |
|  |                                                                                    |
|  | \| \| cyprysowate (Cupressaceae) \| \| \| \| \| \| cisowate (Taxaceae) \| \| \| \| |
|  |                                                                                    |
|  | cyprysowate (Cupressaceae)                                                         |
|  |                                                                                    |
|  | cisowate (Taxaceae)                                                                |
|  |                                                                                    |

|  | cyprysowate (Cupressaceae) |
|  |                            |
|  | cisowate (Taxaceae)        |
|  |                            |

|  | araukariowate (Araucariaceae)                                                       |
|  |                                                                                     |
|  | \| \| Phyllocladaceae \| \| \| \| \| \| zastrzalinowate (Podocarpaceae) \| \| \| \| |
|  |                                                                                     |
|  | Phyllocladaceae                                                                     |
|  |                                                                                     |
|  | zastrzalinowate (Podocarpaceae)                                                     |
|  |                                                                                     |

|  | Phyllocladaceae                 |
|  |                                 |
|  | zastrzalinowate (Podocarpaceae) |
|  |                                 |

|  | sośnicowate (Sciadopityaceae)                                                      |
|  |                                                                                    |
|  | \| \| cyprysowate (Cupressaceae) \| \| \| \| \| \| cisowate (Taxaceae) \| \| \| \| |
|  |                                                                                    |
|  | cyprysowate (Cupressaceae)                                                         |
|  |                                                                                    |
|  | cisowate (Taxaceae)                                                                |
|  |                                                                                    |

|  | cyprysowate (Cupressaceae) |
|  |                            |
|  | cisowate (Taxaceae)        |
|  |                            |

|  | araukariowate (Araucariaceae)                                                       |
|  |                                                                                     |
|  | \| \| Phyllocladaceae \| \| \| \| \| \| zastrzalinowate (Podocarpaceae) \| \| \| \| |
|  |                                                                                     |
|  | Phyllocladaceae                                                                     |
|  |                                                                                     |
|  | zastrzalinowate (Podocarpaceae)                                                     |
|  |                                                                                     |

|  | Phyllocladaceae                 |
|  |                                 |
|  | zastrzalinowate (Podocarpaceae) |
|  |                                 |

|  | sośnicowate (Sciadopityaceae)                                                      |
|  |                                                                                    |
|  | \| \| cyprysowate (Cupressaceae) \| \| \| \| \| \| cisowate (Taxaceae) \| \| \| \| |
|  |                                                                                    |
|  | cyprysowate (Cupressaceae)                                                         |
|  |                                                                                    |
|  | cisowate (Taxaceae)                                                                |
|  |                                                                                    |

|  | cyprysowate (Cupressaceae) |
|  |                            |
|  | cisowate (Taxaceae)        |
|  |                            |

|  | araukariowate (Araucariaceae)                                                       |
|  |                                                                                     |
|  | \| \| Phyllocladaceae \| \| \| \| \| \| zastrzalinowate (Podocarpaceae) \| \| \| \| |
|  |                                                                                     |
|  | Phyllocladaceae                                                                     |
|  |                                                                                     |
|  | zastrzalinowate (Podocarpaceae)                                                     |
|  |                                                                                     |

|  | Phyllocladaceae                 |
|  |                                 |
|  | zastrzalinowate (Podocarpaceae) |
|  |                                 |

|  | sośnicowate (Sciadopityaceae)                                                      |
|  |                                                                                    |
|  | \| \| cyprysowate (Cupressaceae) \| \| \| \| \| \| cisowate (Taxaceae) \| \| \| \| |
|  |                                                                                    |
|  | cyprysowate (Cupressaceae)                                                         |
|  |                                                                                    |
|  | cisowate (Taxaceae)                                                                |
|  |                                                                                    |

|  | cyprysowate (Cupressaceae) |
|  |                            |
|  | cisowate (Taxaceae)        |
|  |                            |

|  | araukariowate (Araucariaceae)                                                       |
|  |                                                                                     |
|  | \| \| Phyllocladaceae \| \| \| \| \| \| zastrzalinowate (Podocarpaceae) \| \| \| \| |
|  |                                                                                     |
|  | Phyllocladaceae                                                                     |
|  |                                                                                     |
|  | zastrzalinowate (Podocarpaceae)                                                     |
|  |                                                                                     |

|  | Phyllocladaceae                 |
|  |                                 |
|  | zastrzalinowate (Podocarpaceae) |
|  |                                 |

|  | sośnicowate (Sciadopityaceae)                                                      |
|  |                                                                                    |
|  | \| \| cyprysowate (Cupressaceae) \| \| \| \| \| \| cisowate (Taxaceae) \| \| \| \| |
|  |                                                                                    |
|  | cyprysowate (Cupressaceae)                                                         |
|  |                                                                                    |
|  | cisowate (Taxaceae)                                                                |
|  |                                                                                    |

|  | cyprysowate (Cupressaceae) |
|  |                            |
|  | cisowate (Taxaceae)        |
|  |                            |

|  | araukariowate (Araucariaceae)                                                       |
|  |                                                                                     |
|  | \| \| Phyllocladaceae \| \| \| \| \| \| zastrzalinowate (Podocarpaceae) \| \| \| \| |
|  |                                                                                     |
|  | Phyllocladaceae                                                                     |
|  |                                                                                     |
|  | zastrzalinowate (Podocarpaceae)                                                     |
|  |                                                                                     |

|  | Phyllocladaceae                 |
|  |                                 |
|  | zastrzalinowate (Podocarpaceae) |
|  |                                 |

|  | sośnicowate (Sciadopityaceae)                                                      |
|  |                                                                                    |
|  | \| \| cyprysowate (Cupressaceae) \| \| \| \| \| \| cisowate (Taxaceae) \| \| \| \| |
|  |                                                                                    |
|  | cyprysowate (Cupressaceae)                                                         |
|  |                                                                                    |
|  | cisowate (Taxaceae)                                                                |
|  |                                                                                    |

|  | cyprysowate (Cupressaceae) |
|  |                            |
|  | cisowate (Taxaceae)        |
|  |                            |

|  | araukariowate (Araucariaceae)                                                       |
|  |                                                                                     |
|  | \| \| Phyllocladaceae \| \| \| \| \| \| zastrzalinowate (Podocarpaceae) \| \| \| \| |
|  |                                                                                     |
|  | Phyllocladaceae                                                                     |
|  |                                                                                     |
|  | zastrzalinowate (Podocarpaceae)                                                     |
|  |                                                                                     |

|  | Phyllocladaceae                 |
|  |                                 |
|  | zastrzalinowate (Podocarpaceae) |
|  |                                 |

|  | sośnicowate (Sciadopityaceae)                                                      |
|  |                                                                                    |
|  | \| \| cyprysowate (Cupressaceae) \| \| \| \| \| \| cisowate (Taxaceae) \| \| \| \| |
|  |                                                                                    |
|  | cyprysowate (Cupressaceae)                                                         |
|  |                                                                                    |
|  | cisowate (Taxaceae)                                                                |
|  |                                                                                    |

|  | cyprysowate (Cupressaceae) |
|  |                            |
|  | cisowate (Taxaceae)        |
|  |                            |

|  | araukariowate (Araucariaceae)                                                       |
|  |                                                                                     |
|  | \| \| Phyllocladaceae \| \| \| \| \| \| zastrzalinowate (Podocarpaceae) \| \| \| \| |
|  |                                                                                     |
|  | Phyllocladaceae                                                                     |
|  |                                                                                     |
|  | zastrzalinowate (Podocarpaceae)                                                     |
|  |                                                                                     |

|  | Phyllocladaceae                 |
|  |                                 |
|  | zastrzalinowate (Podocarpaceae) |
|  |                                 |

|  | sośnicowate (Sciadopityaceae)                                                      |
|  |                                                                                    |
|  | \| \| cyprysowate (Cupressaceae) \| \| \| \| \| \| cisowate (Taxaceae) \| \| \| \| |
|  |                                                                                    |
|  | cyprysowate (Cupressaceae)                                                         |
|  |                                                                                    |
|  | cisowate (Taxaceae)                                                                |
|  |                                                                                    |

|  | cyprysowate (Cupressaceae) |
|  |                            |
|  | cisowate (Taxaceae)        |
|  |                            |

|  | araukariowate (Araucariaceae)                                                       |
|  |                                                                                     |
|  | \| \| Phyllocladaceae \| \| \| \| \| \| zastrzalinowate (Podocarpaceae) \| \| \| \| |
|  |                                                                                     |
|  | Phyllocladaceae                                                                     |
|  |                                                                                     |
|  | zastrzalinowate (Podocarpaceae)                                                     |
|  |                                                                                     |

|  | Phyllocladaceae                 |
|  |                                 |
|  | zastrzalinowate (Podocarpaceae) |
|  |                                 |

|  | sośnicowate (Sciadopityaceae)                                                      |
|  |                                                                                    |
|  | \| \| cyprysowate (Cupressaceae) \| \| \| \| \| \| cisowate (Taxaceae) \| \| \| \| |
|  |                                                                                    |
|  | cyprysowate (Cupressaceae)                                                         |
|  |                                                                                    |
|  | cisowate (Taxaceae)                                                                |
|  |                                                                                    |

|  | cyprysowate (Cupressaceae) |
|  |                            |
|  | cisowate (Taxaceae)        |
|  |                            |

|  | araukariowate (Araucariaceae)                                                       |
|  |                                                                                     |
|  | \| \| Phyllocladaceae \| \| \| \| \| \| zastrzalinowate (Podocarpaceae) \| \| \| \| |
|  |                                                                                     |
|  | Phyllocladaceae                                                                     |
|  |                                                                                     |
|  | zastrzalinowate (Podocarpaceae)                                                     |
|  |                                                                                     |

|  | Phyllocladaceae                 |
|  |                                 |
|  | zastrzalinowate (Podocarpaceae) |
|  |                                 |

|  | sośnicowate (Sciadopityaceae)                                                      |
|  |                                                                                    |
|  | \| \| cyprysowate (Cupressaceae) \| \| \| \| \| \| cisowate (Taxaceae) \| \| \| \| |
|  |                                                                                    |
|  | cyprysowate (Cupressaceae)                                                         |
|  |                                                                                    |
|  | cisowate (Taxaceae)                                                                |
|  |                                                                                    |

|  | cyprysowate (Cupressaceae) |
|  |                            |
|  | cisowate (Taxaceae)        |
|  |                            |

Pozycja systematyczna i relacje filogenetyczne według Simpsona (2010) i Christenhusza i in. (2011)
| sosnowce | sosnowate Pinaceae                                                                   |
|          | sosnowate Pinaceae                                                                   |
|          | gniotowce Gnetales                                                                   |
|          |                                                                                      |
|          | \| \| araukariowce Araucariales \| \| \| \| \| \| cyprysowce Cupressales \| \| \| \| |
|          |                                                                                      |
|          | araukariowce Araucariales                                                            |
|          |                                                                                      |
|          | cyprysowce Cupressales                                                               |
|          |                                                                                      |

|  | araukariowce Araucariales |
|  |                           |
|  | cyprysowce Cupressales    |
|  |                           |

| sosnowce | sosnowate Pinaceae                                                                   |
|          | sosnowate Pinaceae                                                                   |
|          | gniotowce Gnetales                                                                   |
|          |                                                                                      |
|          | \| \| araukariowce Araucariales \| \| \| \| \| \| cyprysowce Cupressales \| \| \| \| |
|          |                                                                                      |
|          | araukariowce Araucariales                                                            |
|          |                                                                                      |
|          | cyprysowce Cupressales                                                               |
|          |                                                                                      |

|  | araukariowce Araucariales |
|  |                           |
|  | cyprysowce Cupressales    |
|  |                           |

| sosnowce | sosnowate Pinaceae                                                                   |
|          | sosnowate Pinaceae                                                                   |
|          | gniotowce Gnetales                                                                   |
|          |                                                                                      |
|          | \| \| araukariowce Araucariales \| \| \| \| \| \| cyprysowce Cupressales \| \| \| \| |
|          |                                                                                      |
|          | araukariowce Araucariales                                                            |
|          |                                                                                      |
|          | cyprysowce Cupressales                                                               |
|          |                                                                                      |

|  | araukariowce Araucariales |
|  |                           |
|  | cyprysowce Cupressales    |
|  |                           |

| sosnowce | sosnowate Pinaceae                                                                   |
|          | sosnowate Pinaceae                                                                   |
|          | gniotowce Gnetales                                                                   |
|          |                                                                                      |
|          | \| \| araukariowce Araucariales \| \| \| \| \| \| cyprysowce Cupressales \| \| \| \| |
|          |                                                                                      |
|          | araukariowce Araucariales                                                            |
|          |                                                                                      |
|          | cyprysowce Cupressales                                                               |
|          |                                                                                      |

|  | araukariowce Araucariales |
|  |                           |
|  | cyprysowce Cupressales    |
|  |                           |